# 訃報 1984年8月
訃報 1984年8月（ふほう 1984ねん8がつ）では、1984年（昭和59年）8月中に物故した、又は物故が報じられた人物についてまとめる。

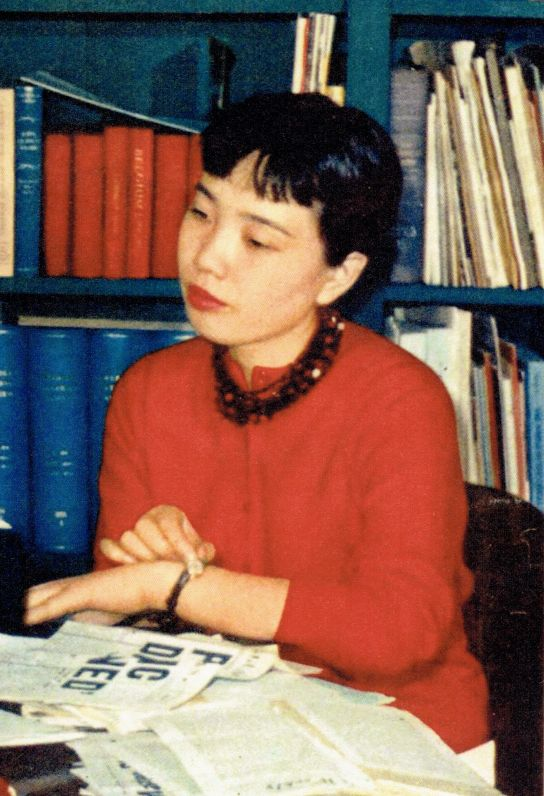
有吉佐和子 / 8月30日没

## （1日 - 15日）
- 8月4日 - 中村梅吉、元建設大臣・元文部大臣・第57代衆議院議長（* 1901年）
- 8月7日 - 長谷川正三、日本社会党衆議院議員（* 1914年）
- 8月8日 - かがみあきら、漫画家（* 1957年）
- 8月9日 - ウォルター・テヴィス、SF作家（* 1928年）
- 8月9日 - 大河内一男、社会政策学者・元東京大学総長（* 1905年）
- 8月10日 - 野間省一、第4代講談社代表取締役社長・日本書籍出版協会会長（* 1911年）
- 8月12日 - 黒崎義介、童画画家（* 1905年）
- 8月13日 - チグラン・ワルタノビッチ・ペトロシアン、チェスの選手（* 1929年）
- 8月14日 - J・B・プリーストリー、著作家・劇作家・司会者（* 1894年）

## （16日 - 31日）
- 8月18日 - 堀口捨己、建築家（* 1895年）
- 8月21日 - 後藤隆之助、政治活動家（* 1888年）
- 8月21日 - 竹内潔、自由民主党参議院議員（* 1920年）
- 8月23日 - チャーリー・ロバートソン、メジャーリーガー（* 1896年）
- 8月25日 - 田畑政治、新聞記者・水泳指導者（* 1898年）
- 8月25日 - ウェイト・ホイト、メジャーリーガー（* 1899年）
- 8月25日 - トルーマン・カポーティ、小説家（* 1924年）
- 8月29日 - 水谷則一、元プロ野球選手（* 1910年）
- 8月30日 - 有吉佐和子、小説家（* 1931年）